# Acmaeodera mimicata
Acmaeodera mimicata är en skalbaggsart som beskrevs av Knull 1938. Acmaeodera mimicata ingår i släktet Acmaeodera och familjen praktbaggar. Inga underarter finns listade i Catalogue of Life.